# 비르지니 아르놀드
비르지니 상드린 아르놀드(프랑스어: Virginie Sandrine Arnold, 1979년 12월 24일~)는 프랑스의 양궁 선수이다. 2008년 하계 올림픽 양궁 여자 단체전에서 동메달을 획득했다.

## 경력
비르지니는 자신의 첫 번째 올림픽인 2008년 하계 올림픽에 출전해 랭킹 라운드에서 626점을 맞춰 여자 개인전 결선전에서 39번 시드를 받았다. 그녀는 결선 1라운드에서 26번 시드를 받은 미국의 커투나 로리그를 만났고 1라운드에서 105의 점수를 얻으며 107점을 얻은 로리그에게 패배했다.
비르지니는 베랑제르 쉬, 소피 도데몽과 함께 여자 양궁 단체전에 출전했고 프랑스 양궁 대표팀은 아르놀드의 랭킹 라운드 626점, 쉬의 645점, 도데몽의 632점을 합쳐 단체 랭킹전에서 5등을 차지해 8강전에 자동진출했다. 프랑스 대표팀은 8강전에서 폴란드 양궁 대표팀에 승리했고 준결승전에서 대한민국 양궁 대표팀을 만나 213-184로 패배하며 동메달 결정전에 진출했다. 프랑스 대표팀은 동메달 결정전에서 영국 양궁 대표팀과 대결했고 203-201로 영국 대표팀에 승리하며 여자 양궁 단체전에서 처음으로 메달을 획득했다.